# La estrella azul

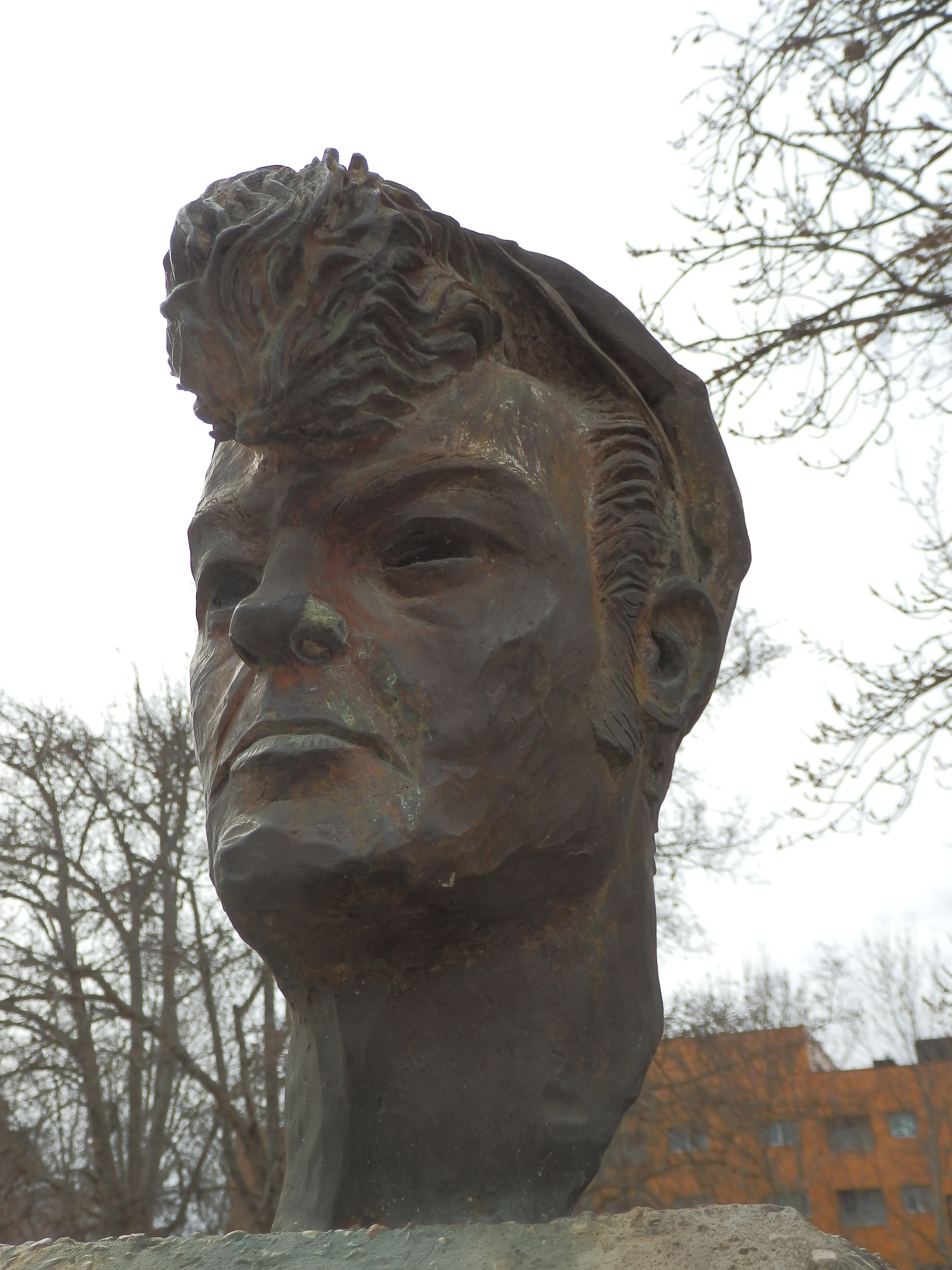
Bust en memòria de Mauricio Aznar, a Saragossa

La estrella azul és una pel·lícula hispano-argentina de drama del 2023, escrita i dirigida per Javier Macipe en el seu primer llargmetratge com a director, i protagonitzada per Pepe Lorente com el músic espanyol Mauricio Aznar. A més de Lorente, Cuti Carabajal, Bruna Cusí, Marc Rodríguez, Catalina Sopelana, Mariela Carabajal i Noelia Verenice Díaz també formen part del repartiment. Es va estrenar en el Festival Internacional de Cinema de Sant Sebastià el 25 de setembre de 2023 i va arribar a les sales de cinema espanyoles el 23 de febrer de 2024, amb distribució de Wandavisión.

## Argument
Durant la dècada del noranta, Mauricio Aznar (Pepe Lorente), un famós rocker espanyol, recorre Llatinoamèrica buscant retrobar-se amb la seva vocació. Allí coneix a Don Carlos (Cuti Carabajal), un ancià músic en hores baixes que, malgrat ser autor d'algunes de les cançons més famoses del folklore del seu país, a penes aconsegueix pagar les seves factures. Carlos acull amb generositat a l'estrany visitant fent alhora de mestre Miyagi musical. De la seva trobada neix un extravagant duo quixotesc, amb tota l'aparença de ser un absolut fracàs comercial.

## Repartiment
- Pepe Lorente com Mauricio Aznar
- Cuti Carabajal com Carlos Carabajal
- Mariela Carabajal com Andrea Carabajal[3]
- Demi Carabajal com ell mateix
- Miriam Gutiérrez com Zita Carabajal
- Noelia Verenice Díaz com Florcita Carabajal[3]
- Marc Rodríguez com Pedro Aznar[4]
- Bruna Cusí com Ana[3]
- Catalina Sopelana com Mara[3]
- Aitor Domingo com Gabriel
- Pablo Carabajal com ell mateix
- Peteco Carabajal com ell mateix
- Roberto "Coya" Chavero com Don Ata[3]

## Producció
Al febrer de 2019, el director Javier Macipe va anunciar que havia obert un càsting per a trobar a un actor que protagonitzaria el seu primer llargmetratge, La estrella azul, com el músic Mauricio Aznar. A l'octubre de 2019, es va anunciar que Pepe Lorente seria l'actor que intepretaría a Aznar en la pel·lícula. A part de Lorente, es va anunciar que Cuti Carabajal interpretaria al seu germà, el músic argentí de folklore Carlos Carabajal, i que una altra integrant de la família Carabajal, Mariela, també interpretaria un paper important en la pel·lícula.
El rodatge de la pel·lícula havia començat al març de 2020 a Saragossa; tanmateix, va ser detingut poc després de començar a causa de la pandèmia del coronavirus. Finalment el rodatge es va reprendre a l'Argentina a la fi de 2022, fins a concloure de nou a Saragossa al febrer de 2023.
El llargmetratge va ser rodat en les següents localitzacions: Saragossa-Espanya (17 dies) i a l'Argentina a la província de Santiago del Estero (22 dies) i la localitat de Cerro Colorado-Córdoba (2 dies).

## Llançament i màrqueting
La estrella azul es va estrenar en el Festival Internacional de Cinema de Sant Sebastià de 2023, a la secció de Noue Directors. De cara a su estreno en San Sebastián, RTVE, que había participado en la financiación de la película, había lanzado el póster. El 26 d'octubre de 2023, la distribuïdora Wandavisión va anunciar que l'estrenaria en cinemes a Espanya el 23 de febrer de 2024.

## Recepció

### Taquilla
En la seva primera setmana, La estrella azul es va estrenar en 88 cinemes, coincidint principalment amb les estrenes de Políticamente incorrectos i Secrets d'un escàndol, entre d'altres.

### Crítica
La estrella azul ha rebut crítiques molt positives per part dels crítics. Júlia Olmo de Cineuropa li va fer a la pel·lícula una crítica positiva, va escriure que la pel·lícula va recrear una etapa vital de Mauricio Aznar "amb senzillesa, sense pretenciosidad ni grans artificis" i va descriure la interpretació de Pepe Lorente com a "creïble i magnífica", concloent que la cinta "aconsegueix ser el que pretén, una pel·lícula petita i honesta, per moments commovedora i bella". Begoña del Teso d’El Diario Vasco també va parlar positivament de la pel·lícula, descrivint-la com a "bella, continguda, dolorosa [i] intimista". Ricardo Fernández d’El Contraplano li va podar a la pel·lícula un 6.5 de 10, destacant el seu "enfocament honest i respectuós" cap a Aznar i dient que "brilla, sobretot, en guió i interpretació", encara que va criticar l'aspecte visual de la pel·lícula, dient que allí "la pel·lícula mostra el seu punt més feble, especialment en interiors, on les imatges tenen un aire televisiu", concloent que "no és un error […] apostar per anar a veure aquesta pel·lícula". David Villalmanzo de Dévé  li va donar a la pel·lícula quatre estrelles i mitja de cinc, escrivint que la pel·lícula "podria ser una de les històries musicals més animades mai vistes en la pantalla" i que el tercer acte "deixarà una petjada indeleble en el gènere […] difumina els límits entre ficció, no ficció i metaficció en la narració cinematogràfica", a més d'elogiar la interpretació de Lorente com Aznar i el treball de direcció de fotografia d'Álvaro Medina i Rui Poças, concloent que la pel·lícula és "un tresor inesperat, que podria tenir atractiu a banda i banda hispanoparlants de l'Oceà Atlàntic".
Dani Jiménez d’Historia del Cine li va donar a la pel·lícula quatre estrelles de cinc, escrivint que amb la pel·lícula, el director, Javier Macipe, "ha optat per la màxima honestedat i respecte cap a la icona aragonesa, aconseguint una òpera prima formidable", va elogiar el treball dels actors, però sobretot de Lorente i els altres actors novells, i va destacar sobretot "el seu últim tram […] quan confronta aquesta narrativa que té a veure amb el relat, amb la pròpia producció d'ella a mode documental", concloent que la pel·lícula és "la gran sorpresa que ens ha ofert enguany el cinema espanyol". Antón d’In Perdibles li va donar a la pel·lícula cinc estrelles de cinc, escrivint que la cinta "no va a concurs […] però seria una Conquilla [d'or] com una casa" i que Macipe és "un cineasta dels de treure’s el barret", aconsellant als lectors "anar a veure-la sense saber res sobre ella". Similarmente, Mona Jacinta de Niu de mones li va donar a la pel·lícula quatre "mones" de quatre, escrivint que "podria estar en la Secció Oficial [del Festival Internacional de Cinema de Sant Sebastià ] tranquil·lament" i que és "una peli preciosa que no us podeu perdre de cap manera".
Sergi Soler, d’El 9 Nou, va elogiar la pel·lícula com "[de] qualitat […] innegable", afegint que "cada element reforça l'emotivitat, que és l'ànima d'aquesta pel·lícula", a més de destacar la direcció "subtil però emfàtica" de Macipe, concloent que és "una molt bona pel·lícula". Cristina Aparicio, de la revista Caimán, va escriure que la pel·lícula "tanca una certa anomalia […] en un moment donat, el biopic sembla cobrar entitat pròpia i s'imposa a la pròpia ficció", i que Macipe "mostra les costures […] amb la convicció que el cinema […] és un valuós document històric i emocional", concloent que és "un retrat armat des de l'admiració, que desdibuixa els límits de la ficció i reflexiona sobre el valor de la creació, ja sigui aquesta musical o cinematogràfica". Ricardo de Luca, del mitjà argentí Cine y Teatro Argentino Hoy, li va donar a la pel·lícula quatre estrelles i mitja, de cinc, descrivint la interpretació de Lorente com a "magistral" i escrivint de la pròpia pel·lícula que "convé no avançar molt perquè l'espectador […] pugui sorprendre's, emocionar-se i commoure's amb un bell i natural relat", afegint que és "un film meravellós i fora del comú".

## Reconeixements
| Any  | Premi                                                | Categoria                                              | Nominat                                                | Resultat  | Ref    |
| ---- | ---------------------------------------------------- | ------------------------------------------------------ | ------------------------------------------------------ | --------- | ------ |
| 2024 | 9è Festival Internacional de Cinema de Santa Bàrbara | Premi Nueva Vision del Cinema d’Espanya/Llatinoamèrica | Premi Nueva Vision del Cinema d’Espanya/Llatinoamèrica | Guanyador | [ 26 ] |
| 2024 | 42è Festival Internacional de Cinema de l'Uruguai    | Premi del Públic                                       | Premi del Públic                                       | Guanyador | [ 27 ] |
| 2024 | 42è Festival Internacional de Cinema de l'Uruguai    | Premi del Jurat Jove                                   | Premi del Jurat Jove                                   | Guanyador | [ 27 ] |
| 2024 | XXX Premis Cinematogràfics José María Forqué         | Millor pel·lícula                                      | Millor pel·lícula                                      | Pendent   | [ 28 ] |
| 2024 | XXX Premis Cinematogràfics José María Forqué         | Millor actor en una pel·lícula                         | Pepe Lorente                                           | Pendent   | [ 28 ] |
| 2024 | XXX Premis Cinematogràfics José María Forqué         | Premi al Cinema i Educació en Valors                   | Premi al Cinema i Educació en Valors                   | Pendent   | [ 28 ] |
| 2025 | XII Premis Feroz                                     | Millor pel·lícula dramàtica                            | Millor pel·lícula dramàtica                            | Pendent   | [ 29 ] |
| 2025 | XII Premis Feroz                                     | Millor guió                                            | Javier Macipe                                          | Pendent   | [ 29 ] |
| 2025 | XII Premis Feroz                                     | Millor actor protagonista                              | Pepe Lorente                                           | Pendent   | [ 29 ] |
| 2025 | XII Premis Feroz                                     | Millor cartell                                         | Laura Pere                                             | Pendent   | [ 29 ] |